# Кондомініум

Блакитний кондомініум у Нью-Йорку. Неможливо візуально відрізнити кондомініум від будь-якого іншого житлового будинку, адже різниця, здебільшого, суто юридична

Кондомініум (лат. con «разом» + dominium «володіння», скор. кондо) — форма власності, за якою об'єкт нерухомості поділено на окремі частини, які призначені для житлових або інших потреб і є власністю окремих власників та решту частин, які перебувають у спільній власності. Термін «кондомініум» в основному поширений в англомовних країнах, зокрема в США та Канаді, проте схожі чи аналогічні механізми під різними назвами функціонують в багатьох країнах світу[⇨].
Житлові кондомініуми часто є багатоквартирними будинками, де житлові одиниці (квартири) є власністю окремих мешканців, а зовнішня частина будівлі, дах, коридори, пральні, а також системи ОВК, ліфти і т. ін. перебувають у спільній власності. Інколи, окремі одиниці виглядають як будинки для однієї сім'ї, а двори (сади), зовнішня частина будівель, а також будь-які об'єкти для відпочинку (такі як басейн, боулінг, тенісний корт чи футбольний майданчик) перебувають у спільній власності та утримуються об'єднанням громадян. В деяких правових режимах, наприклад у Гонконзі та Фінляндії, ціла будівля перебуває у спільній власності, а власники мають виключні права на проживання в окремих одиницях. В Україні під поняттям «житлового кондомініуму» зазвичай розуміють об'єднання співвласників багатоквартирного будинку (ОСББ) у будинках, де встановлені умови сумісного володіння та користування допоміжними приміщеннями (тамбурами, вестибюлями, холами, горищами, сходовими площадками), ліфтами, сміттєпроводами, елементами благоустрою прибудинкової території та іншими місцями загального користування.
Багато торгових центрів є комерційними кондомініумами, в яких окремі торгові та офісні приміщення належать компаніям, які їх займають, тоді як приміщення загального користування торгового центру є спільною власністю всіх суб'єктів господарювання, які володіють окремими приміщеннями.
Вчені простежили найдавніше відоме використання кондомініумної форми володіння до документа з Вавилона першого століття.

## Походження терміна
Condominium — це латинське слово, утворене шляхом додавання префіксу con «разом» до слова dominium «володіння». Таким чином, воно означає «спільне володіння».
Condominia (лат. множина від condominium) — термін, що спочатку стосувався територій, над якими дві або більше суверенних держав поділяли спільний суверенітет. Такий підхід часто використовувався для вирішення прикордонних суперечок, коли кілька претендентів не могли домовитися про те, як розділити спірну територію. Наприклад, з 1818 по 1846 рік Орегонський край був кондомініумом, над яким США та Велика Британія поділяли спільний суверенітет, доки Орегонський договір не вирішив проблему шляхом поділу території вздовж 49-ї паралелі і кожна країна отримала виключний суверенітет над однією стороною.

## Історія
Існує думка, що перший етап поширення ідеї кондомініумів відбувся за часів Римської імперії, коли понад 2 тисячі років тому римський сенат ухвалив закон, що дозволяв громадянам Риму володіти окремою житловою одиницею в багатонаселених будинках. На практиці не існує ніяких доказів на підтвердження існування кондомініумної форми власності в Римській імперії, дослідники сходяться на думці, що це міф.
Ідею розповсюдження кондомініумів пов'язують із Середньовіччям коли через необхідність захисту від нападів, міста в Західній Європі оточувались захисними мурами, які обмежували простір для розміщення будинків, що зумовило необхідність будівництва житла на кілька сімей. Правовідносини між такими сім'ями будувалися на основі спільного володіння спільним майном у будинку.
Сучасний етап поширення кондомініумів датують початком ХХ століття. Він характеризується широким розповсюдженням кондомініумів у Європі та проникненням цієї концепції у Америку, де вперше кондомініуми в практику впровадила Бразилія.

## За країною

### Англія й Уельс
В Англії й Уельсі одним з еквівалентів кондомініуму є форма власності, запроваджена у вересні 2004 року під назвою «спільне володіння» (англ. commonhold). Станом на 3 червня 2009 року в Англії існувало 12 житлових будинків з такою формою власності, які складалися з 97 житлових одиниць, і один житловий комплекс, що складався з 30 житлових одиниць, в Уельсі. Термін «кондомініум» не є широковживаним в Англії та Уельсі.
21 липня 2020 року Правова комісія Великої Британії (англ. UK Law Commission) внесла пропозиції щодо вдосконалення законодавства та сприяння прийняттю «спільного володіння» як форми власності, якій варто надавати перевагу.

### Греція
У Греції кондомініуми стали дуже популярними в 1960-х роках. Такі будівлі можна зустріти практично у всіх великих містах на її території. Вони відомі як «грец. πολυκατοικίες», буквально «багатоквартирні резиденції».

### Данія
Квартири в кондомініумах (дан. ejerlejlighed, буквально «власна квартира») становлять близько 5 % помешкань в Данії. Вони продаються на тих же засадах, що й окремі будинки, і розглядаються юридично так само, як інші форми нерухомості. Кожен власник безпосередньо володіє власною квартирою; решта будинку та земля, на якій він стоїть, перебувають у спільній власності власників квартир через товариство власників. Витрати на утримання спільного майна розподіляються пропорційно між власниками.

Ще 5 % помешкань знаходяться в житлово-будівельних кооперативах (дан. andelsbolig), які займають юридично проміжне положення між кондомініумами та житловими товариствами. Усе майно юридично належить некомерційній організації, в якій орендарі володіють акціями. Акції можна купувати та продавати, але часто правила кооперативу суворо обмежують їхню ціну (в той час як квартири кондомініумного типу торгуються на вільному ринку).

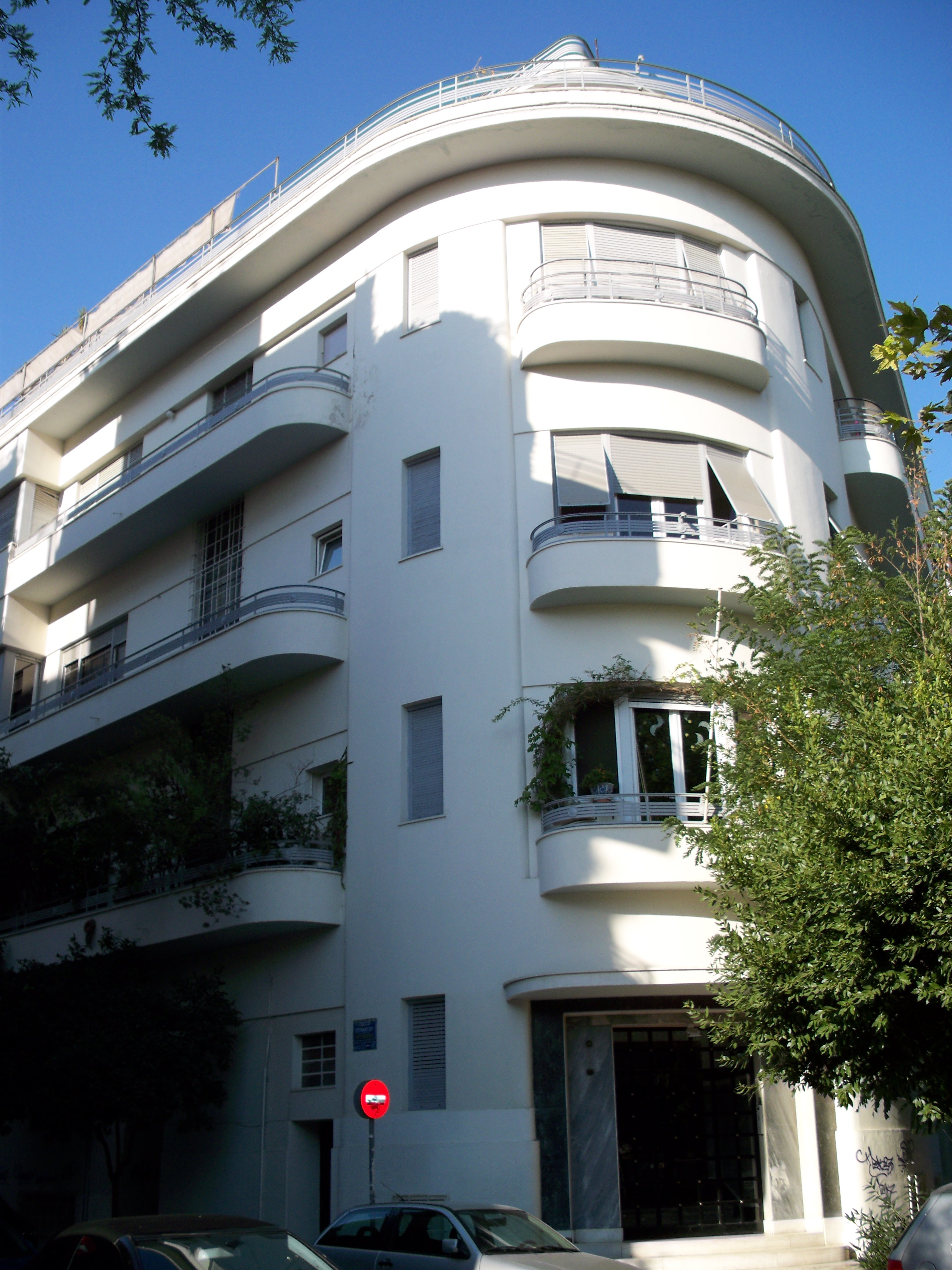
Кондомініум в Афінах, Греція

### Ізраїль
В Ізраїлі кондомініуми, відомі як «спільні будинки» або «кооперативні будинки» (івр. בתים משותפים) є поширеною формою власності на житло. Держава історично субсидувала та видавала іпотечні кредити для купівлі житла в державних кондомініумах.

### Італія
В Італії кондомініуми (італ. condominio) регулюються італійським цивільним кодексом, останнє реформування законів про кондомініуми відбулось у 2012 році. Спільна власність на загальні частини будинків (такі як сходи, капітальні стіни, фасади, дах, подвір'я тощо) є обов'язковою: власник не може відмовитися від права на загальні частини та не сплачувати витрати.

### Іспанія
В Іспанії кондомініуми відомі як «співтовариство власників» (ісп. comunidad de propietarios, юридичний термін) або «співтовариство сусідів» (ісп. comunidad de vecinos, популярний розмовний термін) і регулюються законом Ley de Propiedad Horizontal (LPH), який значно розширює іспанський цивільний кодекс. LPH було прийнято у 1960 році, на сьогодні більше половини населення Іспанії проживає в кондомініумах. За даними Національного інституту статистики Іспанії, станом на 2013 рік в країні налічується майже 840 000 кондомініумів серед близько 9 мільйонів житлових будинків загалом.

### Канада
Станом на 2011 рік, кожне восьме канадське домогосподарство проживало в кондомініумах, які в розмовній мові часто називають «кондо». Кондомініуми більш поширені у великих містах. Вони регулюються регіональним або місцевим законодавством і деякі юридичні аспекти можуть відрізнятись в різних юрисдикціях. У більшості провінцій вони називаються кондомініумами, за винятком Британської Колумбії, де їх називають «стратами» (англ. strata) і Квебеку, де вони називаються «синдикатами спільного володіння» (англ. syndicates of co-ownership).

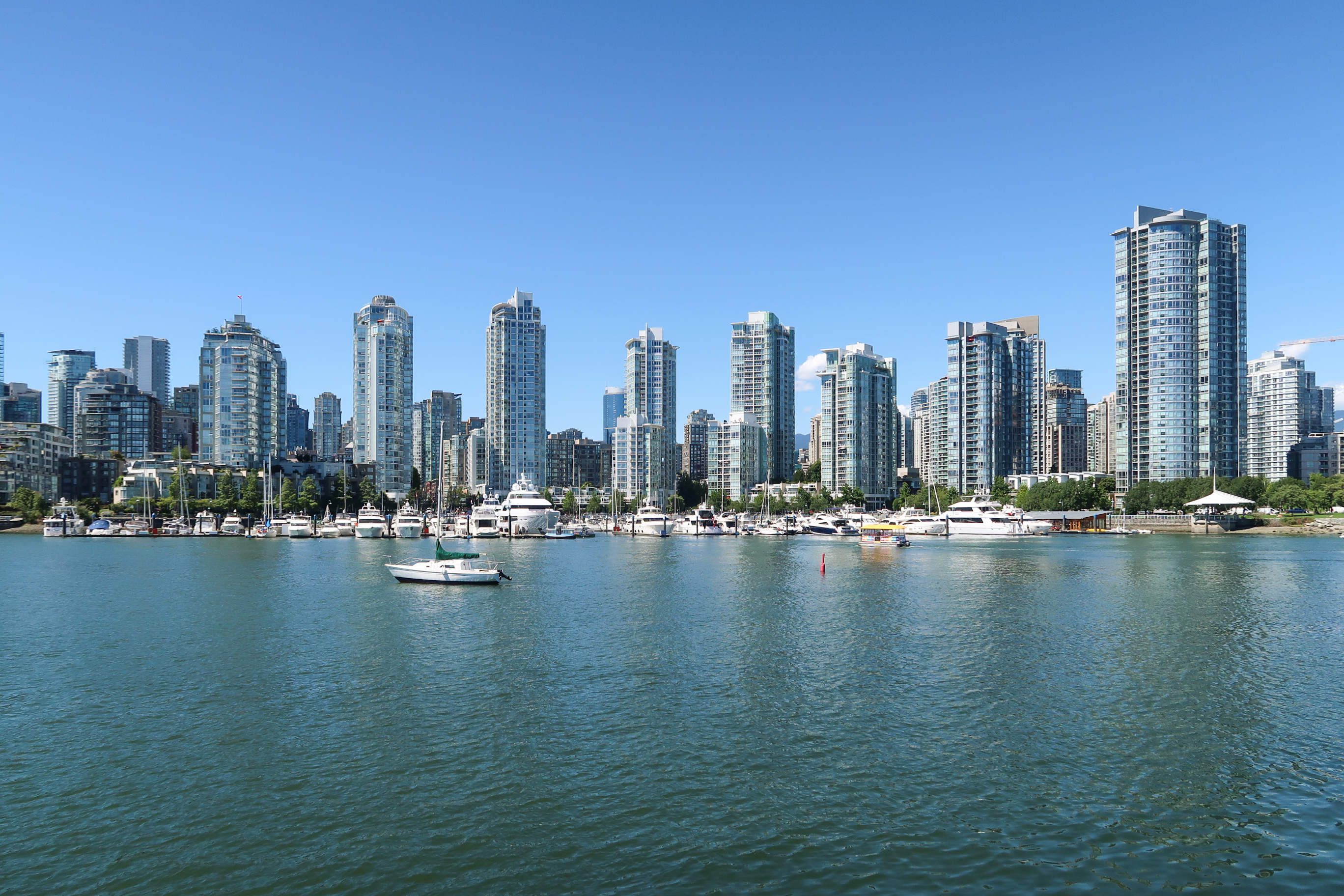
Кондомініуми в Ванкувері, Канада

### Сінгапур
У Сінгапурі та Малайзії терміни «кондо» або «кондомініум» зазвичай використовуються для позначення багатоквартирних будинків, в яких присутні особливі зручності, як-от власна охорона, басейни чи тенісні корти.

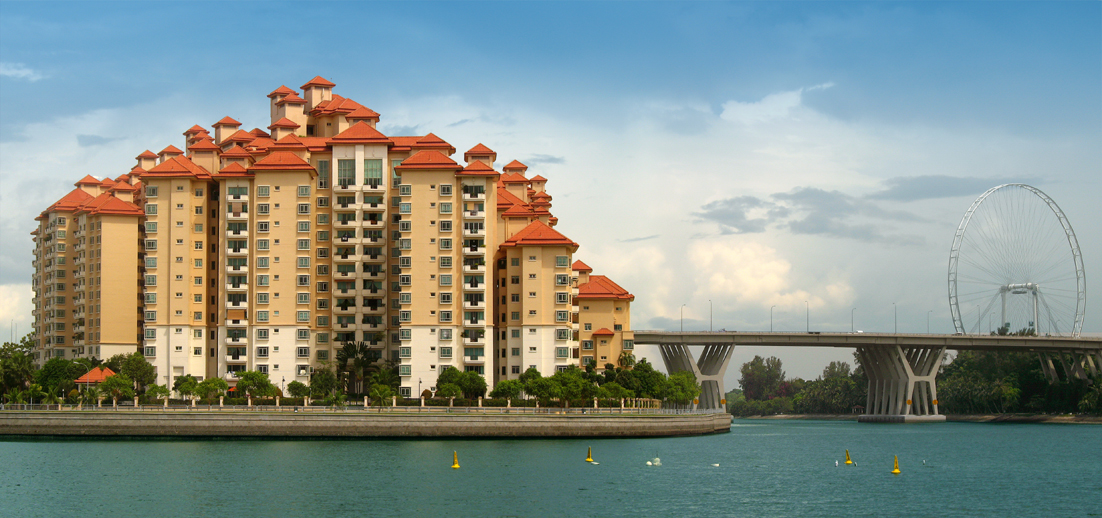
Комплекс кондомініумів в Сінгапурі, біля річки Калланг

### Таїланд
Протягом останніх десятиліть на ринку Таїланду відбувається постійний ріст об'єктів кондомініумного типу, на противагу зниженню відсотка традиційних окремих будинків. Тенденція до збільшення кількості будівництв кондомініумів спостерігається по всій країні.

### Україна
У країнах Східної Європи кондомініуми почали з'являтися з початку 1990-х років.
Аналогом кондомініума в Україні є так звана спільна сумісна власність у багатоквартирних будинках (приміщення загального користування, земельна ділянка, на якій розташований багатоквартирний будинок, прибудинкова територія будинку). Подібна форма власності вперше з'явилась в публічному дискурсі в 1992 році з прийняттям закону «Про приватизацію державного житлового фонду», де зазначалося, що «для забезпечення ефективного використання приватизованих квартир та управління ними власники квартир (будинків) можуть створювати товариства або об'єднання індивідуальних власників квартир і будинків». Проте повноцінно механізм запрацював лише в 2001 році, коли був прийнятий закон про об'єднання співвласників багатоквартирного будинку (ОСББ).
Станом на 1 січня 2023 року в Україні налічувалось 38 606 ОСББ. Починаючи з 2016 року за рік у середньому кількість ОСББ зростає на 7,6 %.

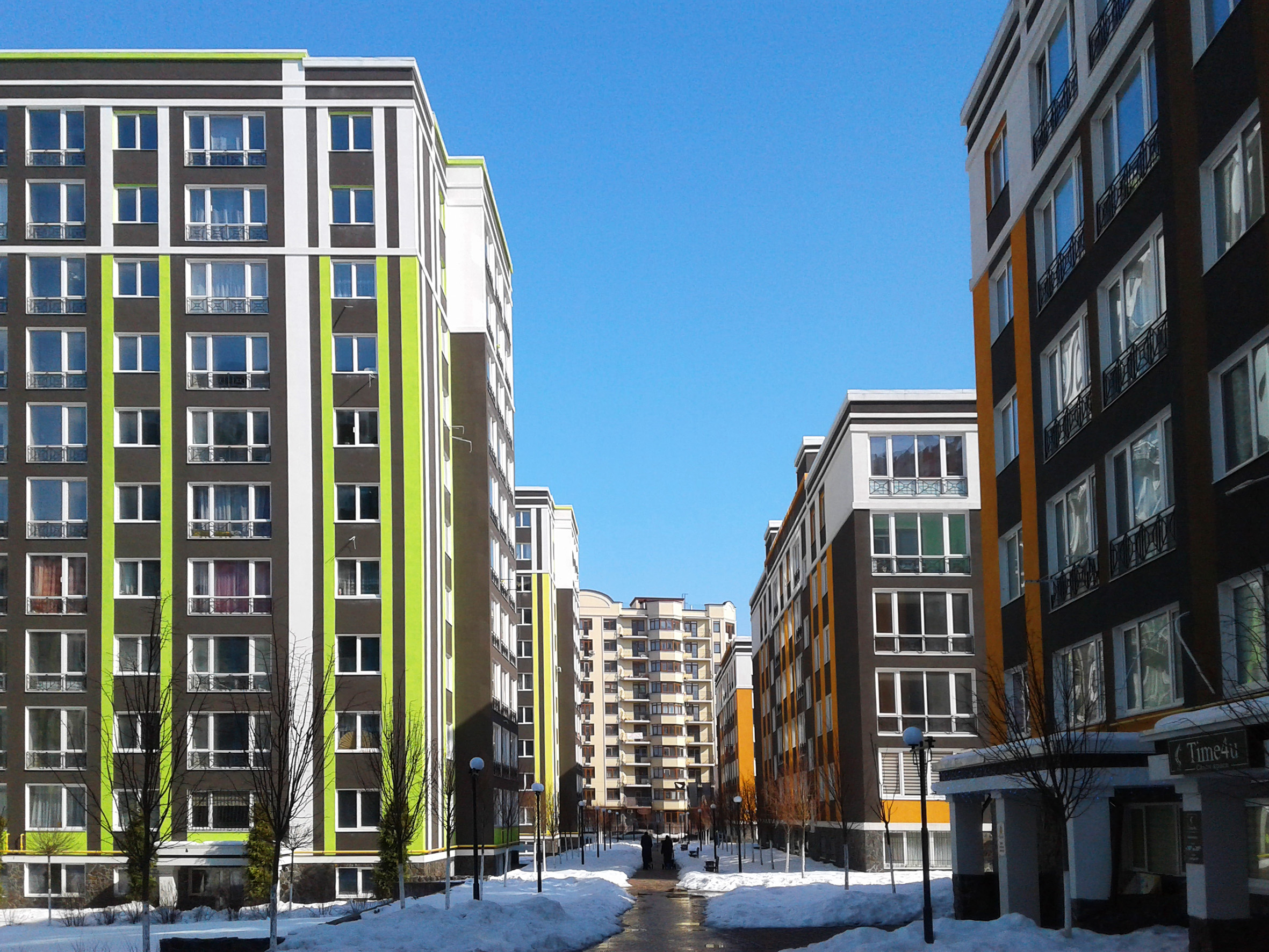
ЖК з ОСББ в Ірпені, Україна

### Філіппіни
У Філіппінах кондомініуми поділяються на три типи: малоповерхові, середньоповерхові та багатоповерхові. Вони мають особливий тип права власності під назвою «свідоцтво про право власності кондомініуму» (англ. condominium certificate of title, CCT). Кондомініуми зазвичай мають такі зручності як басейн, власна автостоянка й адміністративне приміщення.

### Швеція
У шведському законодавстві кондомініуми (швед. ägarlägenheter) вперше з'явились 1 травня 2009 року. Із 14 447 новозбудованих апартаментів, зданих у 2009 році, лише шість були кондомініумної форми. Більшість (7723 одиниці) становили квартири в житлово-будівельних кооперативах (швед. bostadsrättslägenheter), традиційній формі житлового будівництва в скандинавських країнах, згідно з якою фізичні особи купують не право власності, а право на проживання в квартирі, яке можуть продати. Станом на кінець 2014 року по всій Швеції було 955 кондомініумів.